# Павлов, Илия
Илия Павлов Найденов (болг. Илия Павлов Найденов: 6 августа 1960 — 7 марта 2003) — болгарский борец, предприниматель и меценат.

## Биография

### Деятельность в НРБ
Отец — Павел Найденов, владелец закусочной «Шкембеджийница» в центре Софии. Илия окончил спортивную школу Болгарии, был чемпионом Болгарии по борьбе среди юношей и выступал за ЦСКА, окончил Высший институт физической культуры и спорта, а также заочно изучал журналистику в Софийском университете. Илия состоял в первом браке с Антонией Чергилановой (с 1982 по 1988 годы), дочерью генерала Петра Чергиланова, начальника 3-го управления КГБ Болгарии, получив фактический доступ к информации о внешнеторговых предпринимательских структурах и счетах партии. Служил офицером армейской спортивной школы «Чавдар», работал в газете «Йени ъшък» (Новый свет) и был чиновником при Комитете культуры Болгарии.

### Предприниматель
После начала процесса гласности и демократизации Болгарии Илия Павлов в 1988 году основал свою первую фирму по сбыту антиквариата «Мульти Арт», в создании которой участвовали и некоторые чиновники КГБ Болгарии. Через год женился на актрисе Дарине Георгиевой в Казанлыке, ставшей президентом агентства «Мегаталант». Наиболее известным стал благодаря тому, что возглавлял компании MG Corporation («Мультигруп») и G-13. Холдинг «Мультигруп», в котором работали многие бывшие сотрудники КГБ Болгарии, был зарегистрирован сначала в Лихтенштейне, а затем и в Люксембурге. Он занимался продажей автомобилей (в том числе и краденых), а позже переключился на торговлю сырьём — с помощью посредников, закупавших по низкой цене сырьё, он перепродавал его государственным структурам по более высоким ценам.
Павлов также был известен своей благотворительностью, финансировал строительство и восстановление православных церквей и монастырей в Болгарии и возглавлял попечительский совет при храме-памятнике Александра Невского. Член Конфедерации крупных промышленников и бизнес-клуба «Возрождение» в 1993—2001 годах. В 1994—1999 годах был президентом софийского футбольного клуба ЦСКА. Также был председателем или входил в правление ряда коммерческих структур, в том числе и «Балкантурист холдинг». В 1998 году он получил гражданство США, а в феврале 2002 года признан лучшим бизнесменом страны как президент компании MG Coproration.

### Обвинения
Состояние Павлова в ноябре 2002 года, согласно польскому изданию Wprost, оценивалось в 1,5 миллиардов долларов США, что выводило его на 8-е место в списке самых богатых людей Восточной Европы. При этом Федеральная разведывательная служба Германии утверждала, что часть его средств была получена незаконным путём, и говорила о связях с преступными группировками, называя Павлова «крёстным отцом» болгарской мафии. В частности, компанию Павлова Multigroup обвиняли в том, что она «перекачивала» деньги со счетов Коммунистической партии Болгарии и занималась их отмыванием, не брезгуя шантажом и рэкетом и создав свою службу безопасности: она объединяла более 360 болгарских предприятий как в самой стране, так и за рубежом, а также ещё 20 предприятий, принадлежавших КГБ Болгарии. По словам генерала болгарской милиции Божидара Попова, в прошлом начальника уголовного розыска, за первые два года своей деятельности Павлов заработал 4 миллиона долларов, которые переправил за границу.

### Смерть
В 1997 году на жизнь Павлова было совершено покушение, когда кто-то взорвал его бронированный BMW на трассе София — Бистрица-1 около часу ночи. Самого бизнесмена в машине не было, но автомобиль разлетелся на куски: на месте взрыва осталась воронка шириной 7 м и глубиной 3 м. В 2001 году ещё одно похожее покушение было спланировано на дороге, ведущей к его дому: тогда взорвалась бомба.
7 марта 2003 года Павлов, находившийся в офисе компании MG Corporation, был застрелен снайпером, попавшим прямо в сердце, при этом никто из его четырёх охранников не был ранен. Павлова доставили в госпиталь имени Николая Пирогова, где лишь констатировали смерть бизнесмена. За день до этого Павлов выступал в суде с показаниями по делу об убийстве премьер-министра Болгарии Андрея Луканова, совершённом в 1996 году, и сказал, что знал Луканова по бизнесу. Убийство Павлова до сих пор не раскрыто, как не установлены и возможные мотивы: выдвигались версии о том, что Павлов хотел стать спонсором конкурса «Мисс Болгария» или даже был заинтересован в прокладке нефтепровода Бургас — Александрополис. Полиция установила, что убийца скрывался в кустах, откуда и выстрелил в Павлова.
Павлова отпели в Соборе Святой Недели, панихиду провели Патриарх Болгарский, Митрополит Софийский Максим и митрополит Старозагорский Галактион. Он похоронен в Арбанашском монастыре святого Николая.
Обе жены и трое его детей живут за границей. В 2010 году сестра Павлова Славка Найденова и её 8-летний сын Пол были убиты в американском городе Дейл-Сити (штат Виргиния). По обвинению в убийстве была арестована гражданка США русского происхождения Наталья Уилсон, которая подозревала, что её муж Лестер изменяет ей со Славкой, и после ссоры зарезала ножом обоих.